# Somé
Somé är en ort i Burkina Faso.   Den ligger i regionen Centre-Ouest, i den centrala delen av landet, 70 km väster om huvudstaden Ouagadougou. Somé ligger 298 meter över havet och antalet invånare är 3 073.
Terrängen runt Somé är platt. Närmaste större samhälle är Nandiala, 7,8 km sydost om Somé.
Omgivningarna runt Somé är en mosaik av jordbruksmark och naturlig växtlighet. Runt Somé är det ganska tätbefolkat, med 104 invånare per kvadratkilometer.